# مركز بحوث وتطوير الفلزات
مركز بحوث وتطوير الفلزات (بالإنجليزية: Central Metallurgical Research & Development Institute - CMRDI)‏ هو مركز حكومي بحثي مصري يتبع وزارة البحث العلمي.

## القرارات المنظمة
- قرار رئيس الجمهورية رقم 379 لسنة 1983.[2]
- قرار رئيس الجمهورية رقم 378 لسنة 1998: بشأن إعادة تنظيم المجلس الأعلى لمراكز ومعاهد البحوث بقطاع البحث العلمي وتعديل اسمه إلى مجلس المراكز والمعاهد والهيئات البحثية التابعة لوزير الدولة لشئون البحث العلمي.[3]
- قرار رئيس الجمهورية رقم 416 لسنة 2021: بإصدار اللائحة التنفيذية لمركز بحوث وتطوير الفلزات.[4]

## التاريخ

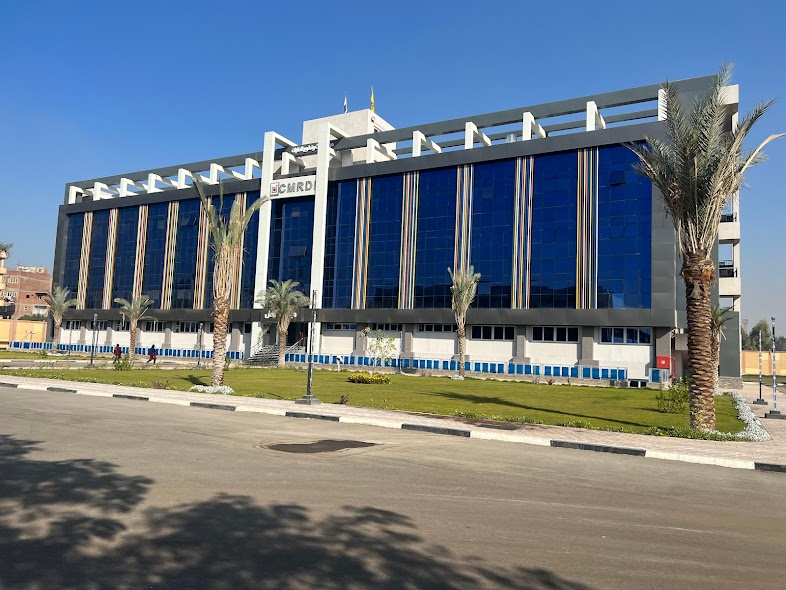
مبني المعامل بالتبين

منذ العام 1973 حتى 1984 كان المركز أحد الشعب البحثية بالمركز القومى للبحوث ، إلى أن صدر القرار الجمهوري رقم 379 لسنة 1983 بإنشاء المركز وروعي أن يكون في منطقة التبين بحلوان حيث تتركز معظم الصناعات الثقيلة بمصر .
و تتركز رسالة المركز في المساهمة في زيادة معدل النمو الاقتصادي برفع القدرة التنافسية للمنتجات الوطنية، على أن يكون المركز الوطني الإقليمي المتخصص في مجال بحوث وتطوير المواد وذلك بما يتميز به من معدات علمية وبحثية و نصف صناعية . يضم المعهد أربع معاهد بحثية هي معهد تكنولوجيا الخامات ومعالجتها ومعهد تكنولوجيا الفلزات ومعهد المواد المتقدمة ومعهد تكنولوجيا التصنيع ويعد من أبرز المراكز البحثية في مصر في مجال النشر العلمى وخدمه الصناعة.

## الأهداف
الأهداف العامة للمركز:
- تطوير المنتجات والعمليات الإنتاجية.
- إحلال الواردات ببدائل محلية.
- تعظيم الاستفادة من الثروات المعدنية ومصادرها الثانوية.
- إثراء المعرفة العلمية في مجال علوم وتكنولوجيا المواد.

## الخدمات
و من أهم الخدمات التي يقدمها المركز ما يلي :
- تحليل واختبارات الفلزات والسبائك والمعادن وتشمل التحاليل الكيميائية والفيزيائية والميكانيكية ومطابقة المواصفات وإصدار الشهادات المعتمدة لجودة المنتجات المعدنية .
- استخدام خامات الثروة المعدنية المصرية في الصناعات المختلفة بديلاً للخامات المستوردة .
- مساعدة الشركات في توفير قطع الغيار من السبائك الخاصة والعمل على توفير تكنولوجيا إنتاجها وتقييم أدائها .
- نقل تكنولوجيا لحام كافة أنواع السبائك بأحدث التقنيات، وتدريب وتأهيل المهندسين والفنيين واللحامين على كافة أنواع اللحام وإصدار شهادات تأهيل معتمدة .
- خدمات التفتيش غير الإتلافى على كافة أنواع المعدات بالمصانع والشركات ومحطات الكهرباء .
- تقديم الاستشارات الفنية في اختيار السبائك المعدنية وملاءمتها لظروف التشغيل المختلفة وكذلك الاستشارات في تحسين طرق الإنتاج وجودة المنتجات المعدنية بالإضافة إلى طرق تعظيم الاستفادة من الخامات المعدنية المصرية .
- إعداد دراسات الجدوي الفنية – الاقتصادية للمشروعات .
- إنتاج النماذج الأولية للمبتكرات من المعادن أو البلاستيك .
- تدريب الكوادر الفنية من مهندسين وفنيين لرفع قدراتهم بالشركات والمصانع المصرية والعربية والأفريقية .